# Platinum Collection (album Genesisa)
Platinum Collection je box set britanskog sastava Genesis. 

## Popis pjesama

### CD 1
1. "No Son Of Mine" – 6:36
2. "I Can't Dance" – 4:01
3. "Jesus He Knows Me" – 4:18
4. "Hold on My Heart" – 4:38
5. "Invisible Touch" – 3:28
6. "Throwing It All Away" – 3:50
7. "Tonight, Tonight, Tonight" (Radio edit) – 4:30
8. "Land Of Confusion" – 4:46
9. "In Too Deep" – 4:57
10. "Mama" – 6:49
11. "That's All" – 4:25
12. "Home by the Sea" – 5:08
13. "Second Home By The Sea" – 6:06
14. "Illegal Alien" – 5:17
15. "Paperlate" – 3:24
16. "Calling All Stations" – 5:45

### CD 2
1. "Abacab" – 6:55
2. "Keep It Dark" – 4:35
3. "Turn It on Again" – 3:51
4. "Behind the Lines" – 5:43
5. "Duchess" – 6:07
6. "Misunderstanding" – 3:14
7. "Many Too Many" – 3:35
8. "Follow You Follow Me" – 4:09
9. "Undertow" – 4:47
10. "...In That Quiet Earth'" – 4:56
11. "Afterglow" – 4:09
12. "Your Own Special Way"  – 6:19
13. "A Trick Of The Tail" – 4:36
14. "Ripples" – 8:08
15. "Los Endos" – 5:47

### CD 3
1. "The Lamb Lies Down On Broadway" – 4:50
2. "Counting Out Time" – 3:36
3. "The Carpet Crawlers" – 5:01
4. "Firth of Fifth" – 9:29
5. "The Cinema Show" – 10:49
6. "I Know What I Like (In Your Wardrobe)" – 3:54
7. "Supper's Ready" – 22:52
8. "The Musical Box" – 10:24
9. "The Knife" – 8:53

## Izvođači
- Tony Banks - klavijature, prateći vokal
- Phil Collins - udaraljke, bubnjevi i prateći vokal (sve pjesme osim 16./CD 1 i 9./CD 3, te vokal na pjesmama 1. – 15. (CD 1) i cijeli CD 2
- Mike Rutherford - bas-gitara, gitara, prateći vokal
- Peter Gabriel - vokal, flauta na trećem CD-u
- Steve Hackett - gitara (pjesme 10. – 15. na drugom CD-u, te pjesme 1. – 8. na trećem CD-u)
- Anthony Phillips – gitare u 9. pjesmi trećeg CD-a
- Ray Wilson – vokal u 16. pjesmi prvog CD-a
- John Mayhew – bubnjevi u 9. pjesmi trećeg CD-a